# 1971 год в космонавтике
1971 год в космонавтике

## Список
Список событий в космонавтике 1971 года:
- 31 января — Старт корабля Аполлон-14 (США), приземление 9 февраля. Экипаж — Алан Шепард, Стюарт Руса, Эдгар Митчелл. 5 февраля его лунный отсек совершил третью высадку на Луну в районе кратера Фра Мауро. Произведено два выхода на поверхность Луны.
- 22—25 апреля — в СССР осуществлён полёт космического корабля «Союз-10». Экипаж: командир корабля лётчик-космонавт СССР В. А. Шаталов, бортинженер лётчик-космонавт СССР А. С. Елисеев и инженер-испытатель Н. Н. Рукавишников[1].
- 6 июня — В СССР стартовал космический корабль «Союз-11» с экипажем: командир корабля Г. Т. Добровольский, бортинженер В. Н. Волков и инженер-испытатель В. И. Пацаев. Космонавты осуществляли полёт без скафандров. Гибель экипажа при посадке — 29 июня.
- 29 июня — Гибель экипажа космического корабля «Союз-11» с экипажем (погибли: командир корабля Г. Т. Добровольский, бортинженер В. Н. Волков и инженер-испытатель В. И. Пацаев). Полёт осуществлялся с 6 июня 1971 года.
- 26 июля — Старт корабля Аполлон-15 (США), приземление 7 августа. Экипаж — Дэвид Скотт, Альфред Уорден, Джеймс Ирвин. Четвёртая экспедиция на Луну. После посадки на Луну его экипаж совершил три выхода на поверхность спутника и на «лунной тележке» проделал путь около 28 километров.
- 2 декабря — Впервые в истории космонавтики спускаемый аппарат советской автоматической станции «Марс-3» совершил мягкую посадку на поверхность планеты Марс.